# Kopciuszek (baśń)

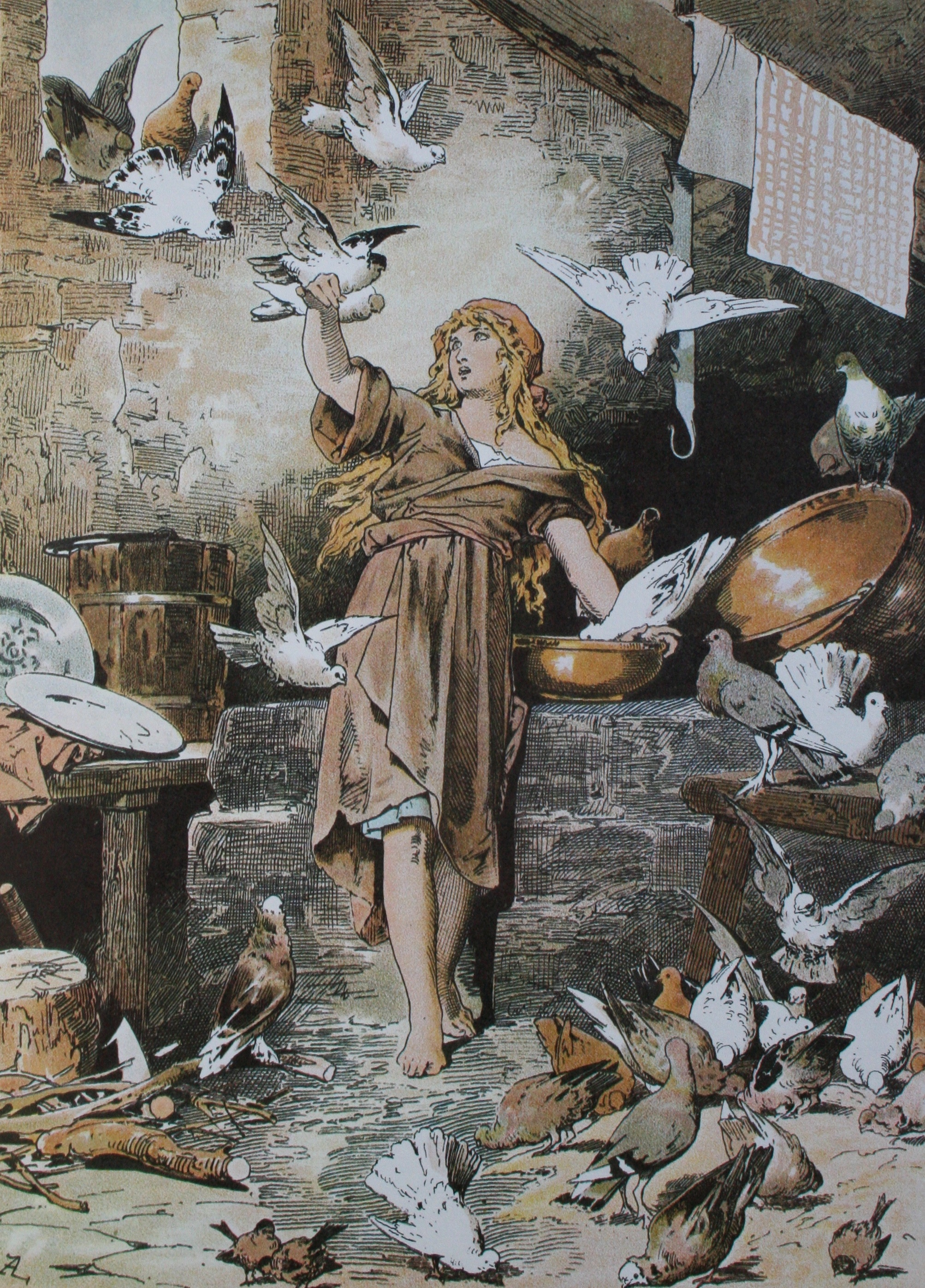
Kopciuszek z gołębiami na ilustracji Aleksandra Zicka

Kopciuszek – tytuł znanej obecnie na całym świecie baśni o dziewczynie wykorzystywanej przez macochę i przyrodnie siostry. Jej los odmienia się dzięki małżeństwu z księciem.
„Kopciuszek” to przydomek głównej bohaterki baśni, pochodzący od słowa „kopeć”, oznaczającego osad z sadzy. W innych językach europejskich imię bohaterki odnosi się przeważnie do słowa „popiół” (ang. Cinderella, fr. Cendrillon, wł. Cenerentola, niem. Aschenputtel, szw. Askungen, cz. Popelka). W polskich wersjach ludowych bohaterka nosiła zwykle inne przezwiska, np. „Parszywka”, „Popielucha” lub „Świni kożuszek”.

## Fabuła
Wątek „Kopciuszka”, w międzynarodowej klasyfikacji Aarnego-Thompsona-Uthera oznaczony jako ATU 510A, miał przez wieki liczne warianty ludowe i literackie. Choć obecnie znany jest na całym świecie, dawniej występował przede wszystkim na terenie Eurazji.
Bohaterką jest zawsze dziewczyna pomiatana i wyzyskiwana przez macochę lub przyrodnie siostry. Dzięki nadprzyrodzonej pomocy jedzie we wspaniałym stroju na bal lub do kościoła i tam zwraca uwagę księcia, który odnajduje ją dzięki pozostawionemu przez nią bucikowi.
Motyw buta, który pozwala królowi odnaleźć piękną dziewczynę, pojawił się już u Strabona, który przytoczył historię egipskiej kurtyzany Rodopis. Kiedy brała kąpiel, orzeł porwał jej sandał i upuścił go na kolana króla sprawującego sąd. Król kazał szukać właścicielki sandała po całym kraju, a następnie poślubił Rodopis.

### Ye Xian –Kopciuszekw Chinach
Najstarszy znany tekst, który realizuje typowy dla Kopciuszka schemat fabularny, powstał w połowie IX wieku w Chinach. Jest to historia Ye Xian, którą druga żona jej ojca wykorzystuje do niebezpiecznych prac. Dziewczyna opiekuje się rybą o czerwonych płetwach i złotych oczach, ale macocha zabija zwierzę i grzebie jego szczątki w gnoju. Za radą mężczyzny, który zstąpił z nieba, Ye Xian wydobywa szczątki ryby i chowa je w swoim pokoju, po czym prosi je o szaty, aby móc iść na świąteczną zabawę. Obawiając się rozpoznania przez macochę i przyrodnią siostrę, dziewczyna opuszcza zabawę i gubi jeden but. Przechodzi on z rąk do rąk, aż trafia do władcy sąsiedniego królestwa Tuo Han. Odnalazłszy właścicielkę buta, król bierze Ye Xian za żonę.

### La Gatta Cenerentola, Giambattista Basile
Wydana w 1634 roku baśń Basilego to najstarsza znana europejska wersja Kopciuszka.
Zezolla, córka księcia, żyje w niezgodzie z macochą. Sądząc, że jej nauczycielka byłaby dla niej lepszą przyrodnią matką, za jej radą zabija macochę i namawia ojca do kolejnego małżeństwa. Po ślubie nowa macocha ujawnia, że ma sześć własnych córek, i pomiata Zezollą, która wkrótce zyskuje przydomek Gatta Cenerentola (Kotka Popielicha). Gdy jej ojciec wyrusza w podróż na Sardynię, prosi go, by w jej imieniu poprosił o dar tamtejsze wróżki. Ojciec przywozi sadzonkę palmy daktylowej. W dzień świąteczny Zezolla prosi daktylowiec o piękne szaty i na zabawie zwraca uwagę króla. Ten wysyła sługi, aby wyśledziły, dokąd pójdzie po zabawie, jednak Zezolli dwukrotnie udaje się uciec. Za trzecim razem jeden ze sług zdobywa jej but. Król zaprasza wszystkie dziewczęta do przymierzenia go. Bucik sam wskakuje na stopę Zezolli, która zostaje żoną króla.

### Cendrillon, Charles Perrault
Baśń Charles’a Perraulta z 1697 roku wprowadza wiele elementów, które do dzisiaj kojarzone są najczęściej z wątkiem Kopciuszka, przede wszystkim motyw szklanego pantofelka.
Pewien szlachcic żeni się powtórnie z dumną i nieżyczliwą kobietą, która ma dwie córki z poprzedniego małżeństwa. Wszystkie trzy wykorzystują łagodną i uprzejmą córkę szlachcica. Dziewczyna ze zmęczenia siada często w popiele, przez co nazywana jest Cucendron (fr. cul - "tyłek", cendre - "popiół") lub Cendrillon.
Przyrodnie siostry jadą na bal wydany przez księcia. Do zapłakanego Kopciuszka przychodzi matka chrzestna, która jest wróżką, i wyczarowuje dla niej suknię i ekwipaż. Przykazuje również, by wyszła z balu przed północą. Książę zakochuje się w Kopciuszku. Nazajutrz odbywa się kolejny bal. Uciekając z niego, dziewczyna upuszcza szklany pantofelek. Wszystkie panny w królestwie przymierzają bucik. Na końcu zgłasza się Kopciuszek. Wychodzi za księcia i znajduje na dworze mężów dla przyrodnich sióstr.
Baśń Perraulta kończy się dwoma wierszowanymi morałami. Według pierwszego wdzięk, którego matka chrzestna nauczyła Kopciuszka, jest cenniejszy od urody. W drugim zwraca się uwagę na to, że żadne przymioty ciała i ducha nie wystarczą, by poprawić swój los, jeśli zabraknie protekcji chrzestnych.

### Aschenputtel, Wilhelm i Jacob Grimm
Wątek Kopciuszka opracowali również bracia Grimm, modyfikując tekst baśni w kolejnych wydaniach swojego zbioru (ostatnie ukazało się w 1857 roku).
Umierająca matka przykazuje córce, by była pobożna i dobra. Po jej śmierci ojciec żeni się powtórnie z kobietą, która ma dwie córki z poprzedniego małżeństwa. Wszystkie trzy pomiatają Kopciuszkiem. Gdy ojciec jedzie w podróż, dziewczyna prosi, by przywiózł jej pierwszą gałązkę, która zaczepi o jego kapelusz. Z gałązki, posadzonej na grobie matki Kopciuszka, wyrasta leszczynowe drzewo.
Kiedy król wyprawia trzydniowy bal, dziewczyna prosi o pozwolenie, by na niego pójść. Macocha każe jej najpierw oddzielić soczewicę od popiołu. Mimo że zadanie zostaje wykonane z pomocą ptaków, macocha ostatecznie nie pozwala pasierbicy jechać na bal. Dziewczyna prosi wtedy leszczynowe drzewo o piękne szaty, a na przyjęciu zwraca uwagę księcia, który próbuje wyśledzić, dokąd pójdzie po balu. Kopciuszek jednak ucieka i chowa się w gołębniku. Sytuacja powtarza się jeszcze dwa razy. Trzeciego dnia książę wylewa na schody smołę, do której przykleja się jeden z pantofelków Kopciuszka. Najpierw przymierzają go przyrodnie siostry, za radą matki kalecząc sobie stopy, by zmieścić je w bucie. Oszustwo wychodzi jednak na jaw i pantofelek trafia do Kopciuszka. Dziewczyna bierze ślub z księciem, a gołębie wydziobują oczy jej siostrom.

### Baśń o dziewicy Kopciuszku i o dębie złotoliścim, Antoni Józef Gliński
Baśń Glińskiego z 1853 roku to jedna z najstarszych polskich realizacji wątku Kopciuszka.
Dwie starsze siostry gnębią najmłodszą, a po śmierci rodziców krzywdzą ją przy podziale spadku. Dziewczęta idą następnie w świat na służbę. Kopciuszek wyprawia pogrzeb znalezionej na drodze końskiej głowie.
Wszystkie siostry służą w jednym zamku, ale starsze nie przyznają się do młodszej, a książę traktuje ją jak popychadło. Tymczasem z pogrzebanej końskiej głowy wyrósł złotolistny dąb, który obdarowuje dziewczynę strojem i powozem, aby mogła pojechać do kościoła. Zwraca tam uwagę księcia. Sytuacja ta powtarza się jeszcze dwukrotnie. Za trzecim razem umyślnie niezawiązany bucik Kopciuszka przykleja się do smoły, którą książę wylał przed kościołem, aby zatrzymać piękną nieznajomą. Po długich i bezskutecznych poszukiwaniach właścicielki pantofelka Kopciuszek ujawnia się i na dowód przymierza bucik. Książę przeprasza ją za poprzednie złe traktowanie i bierze z nią ślub.

## Adaptacje

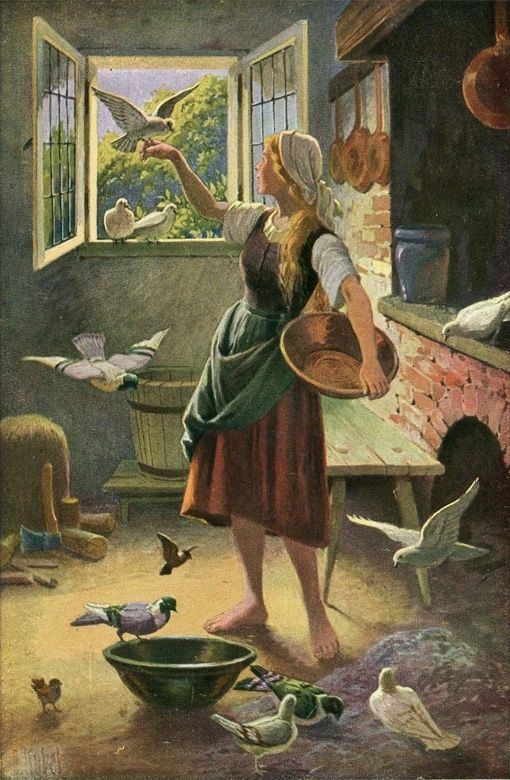
Ilustracja autorstwa Otto Kubela, około 1930 r.

- Kopciuszek – radziecki film z 1947
- Kopciuszek – amerykański film animowany z 1950
- Festiwal bajek (Kopciuszek – odcinek 3) – amerykański serial animowany (1972-1973)
- Trzy orzeszki dla Kopciuszka – czeski film z 1973
- Kopciuszek – radziecki film animowany z 1979
- Kopciuszek – polski spektakl telewizyjny z 1987 w reżyserii Andrzeja Maja
- Baśnie braci Grimm (Kopciuszek – 2 części, odcinki 23-24, seria 1) – japoński serial animowany (1987-1988)
- Skarbczyk najpiękniejszych bajek (Kopciuszek - odcinek 2) – japoński serial animowany z 1995
- Kopciuszek – japoński serial animowany z 1996
- Kopciuszek – australijski film animowany z 1996
- Baśnie Braci Grimm: Simsala Grimm (Kopciuszek - odcinek 20, seria 2) – niemiecki serial animowany z 1999
- Kopciuszek II: Spełnione marzenia – amerykański film animowany z 2002
- Historia Kopciuszka – amerykański film z 2004
- Kopciuszek – polski spektakl telewizyjny z 2005 w reżyserii Krystyny Jandy
- Kopciuszek III: Co by było, gdyby... – amerykański film animowany z 2007
- Kopciuszek: Roztańczona historia – amerykański film z 2008
- Kopciuszek – niemiecki film z 2011
- Kopciuszek – amerykański film z 2015
- Kopciuszek – zamienił się sen w rzeczywistość - musical z 2017